# رییچی ایکگامی
رییچی ایکگامی (انگلیسی: Reiichi Ikegami؛ زادهٔ ۱۲ ژوئیهٔ ۱۹۸۳) بازیکن فوتبال اهل ژاپن است.
از باشگاه‌هایی که در آن بازی کرده‌است می‌توان به باشگاه فوتبال توکیو اشاره کرد.